# Serie A 2024-2025 (calcio femminile)
La Serie A 2024-2025 è stata la cinquantottesima edizione della massima serie del campionato italiano femminile di calcio. Il campionato è iniziato il 30 agosto 2024 e si è concluso l'11 maggio 2025. La squadra campione in carica era la Roma. La Juventus ha vinto il campionato per la sesta volta nella sua storia.

## Stagione

### Novità
Dalla Serie A 2023-2024 è stato retrocesso in Serie B il Pomigliano, classificatosi al decimo ed ultimo posto, mentre dalla Serie B 2023-2024 è stata promossa la Lazio, prima classificata. Lo spareggio promozione-retrocessione aveva visto prevalere il Napoli, che ha così mantenuto la posizione in Serie A, a discapito della Ternana, che è rimasta in Serie B.

### Formato
Il formato della competizione, che prevede due fasi, è rimasto invariato rispetto alle due stagioni precedenti. Nella prima fase le 10 squadre partecipanti si affrontano in un girone all'italiana con partite di andata e ritorno per un totale di 18 giornate. Nella seconda fase le prime cinque classificate accedono alla poule scudetto, mentre le ultime cinque classificate accedono alla poule salvezza. Ciascuna squadra parte nella seconda fase coi punti conquistati nel corso della prima fase. In entrambe le poule le 5 squadre partecipanti si affrontano in un girone all'italiana con partite di andata e ritorno per un totale di altre 10 giornate, con due turni di riposo per ciascuna squadra. Al termine della seconda fase, nella poule scudetto la prima classificata è campione d'Italia ed accede all'UEFA Women's Champions League 2025-2026 assieme alla seconda e alla terza classificata. Nella poule salvezza, invece, l'ultima classificata retrocede direttamente in Serie B. Vista la decisione di allargare l'organico a 12 squadre per la stagione 2025-26, non è prevista la disputa dello spareggio promozione-retrocessione.

## Squadre partecipanti
| Club       | Stagione | Città         | Stadio                                                  | Stagione precedente           |
| ---------- | -------- | ------------- | ------------------------------------------------------- | ----------------------------- |
| Como       | dettagli | Como          | Stadio Ferruccio (Seregno)                              | 7º posto in Serie A           |
| Fiorentina | dettagli | Firenze       | Stadio Curva Fiesole - Viola Park (Bagno a Ripoli)      | 3º posto in Serie A           |
| Inter      | dettagli | Milano        | Arena Civica                                            | 5º posto in Serie A           |
| Juventus   | dettagli | Torino        | Stadio La Marmora-Pozzo (Biella)                        | 2º posto in Serie A           |
| Lazio      | dettagli | Roma          | Stadio Mirko Fersini - Lazio Training Center (Formello) | 1º posto in Serie B, promosso |
| Milan      | dettagli | Milano        | Centro sportivo Vismara                                 | 6º posto in Serie A           |
| Napoli     | dettagli | Napoli        | Stadio comunale Giuseppe Piccolo (Cercola)              | 9º posto in Serie A           |
| Roma       | dettagli | Roma          | Stadio Tre Fontane                                      | 1º posto in Serie A           |
| Sampdoria  | dettagli | Genova        | Stadio La Sciorba                                       | 8º posto in Serie A           |
| Sassuolo   | dettagli | Sassuolo (MO) | Stadio Enzo Ricci                                       | 4º posto in Serie A           |

## Allenatori e primatiste
| Squadra    | Allenatore                                                                    | Giocatrice più presente (tra parentesi il numero delle presenze) | Capocannoniere (tra parentesi il numero dei gol segnati)           |
| ---------- | ----------------------------------------------------------------------------- | ---------------------------------------------------------------- | ------------------------------------------------------------------ |
| Como       | Stefano Sottili                                                               | Julia Karlernäs, Nadine Nischler (26)                            | Nadine Nischler (10)                                               |
| Fiorentina | Sebastiàn De La Fuente                                                        | Emma Færge, Emma Snerle (26)                                     | Verónica Boquete, Madelen Janogy (8)                               |
| Inter      | Gianpiero Piovani                                                             | Marija Milinković (26)                                           | Tessa Wullaert (10)                                                |
| Juventus   | Massimiliano Canzi                                                            | Sofia Cantore (25)                                               | Cristiana Girelli (19)                                             |
| Lazio      | Gianluca Grassadonia                                                          | Louise Eriksen, Flaminia Simonetti (26)                          | Martina Piemonte (16)                                              |
| Milan      | Suzanne Bakker                                                                | Julie Piga (26)                                                  | Evelyn Ijeh (12)                                                   |
| Napoli     | Salvatore Mango (1ª-15ª) David Sassarini (16ª-28ª)                            | Tecla Pettenuzzo (26)                                            | Marija Banusic, Michela Giordano, Maja Jelčić, Ginevra Moretti (2) |
| Roma       | Alessandro Spugna                                                             | Manuela Giugliano, Frederikke Thøgersen (26)                     | Manuela Giugliano (12)                                             |
| Sampdoria  | Davide Corti (1ª-9ª) Stefano Castiglione (10ª-25ª) Fabrizio Casazza (26ª-28ª) | Bianca Fallico, Nora Heroum (26)                                 | Nicole Arcangeli, Sara Baldi (3)                                   |
| Sassuolo   | Gian Loris Rossi                                                              | Daniela Sabatino (26)                                            | Gina Chmielinski, Lana Clelland (10)                               |

## Prima fase

### Classifica finale
Fonte: sito ufficiale FIGC.
|  | Pos. | Squadra    | Pt | G  | V  | N | P  | GF | GS | DR  |
|  | ---- | ---------- | -- | -- | -- | - | -- | -- | -- | --- |
|  | 1.   | Juventus   | 45 | 18 | 14 | 3 | 1  | 51 | 16 | +35 |
|  | 2.   | Inter      | 38 | 18 | 11 | 5 | 2  | 34 | 14 | +20 |
|  | 3.   | Roma       | 35 | 18 | 10 | 5 | 3  | 36 | 20 | +16 |
|  | 4.   | Fiorentina | 28 | 18 | 8  | 4 | 6  | 24 | 24 | 0   |
|  | 5.   | Milan      | 25 | 18 | 7  | 4 | 7  | 25 | 28 | -3  |
|  | 6.   | Como       | 22 | 18 | 7  | 1 | 10 | 25 | 32 | -7  |
|  | 7.   | Lazio      | 20 | 18 | 5  | 5 | 8  | 29 | 28 | +1  |
|  | 8.   | Sassuolo   | 19 | 18 | 5  | 4 | 9  | 29 | 34 | -5  |
|  | 9.   | Napoli     | 10 | 18 | 2  | 4 | 12 | 10 | 34 | -24 |
|  | 10.  | Sampdoria  | 8  | 18 | 1  | 5 | 12 | 8  | 41 | -33 |

Legenda:
      Ammessa alla poule scudetto.
      Ammessa alla poule salvezza.
Regolamento:
Tre punti a vittoria, uno a pareggio, zero a sconfitta.
In caso di arrivo di due o più squadre a pari punti, la graduatoria verrà stilata secondo la classifica avulsa tra le squadre interessate che prevede, in ordine, i seguenti criteri:
- Punti negli scontri diretti
- Differenza reti negli scontri diretti
- Differenza reti generale
- Reti realizzate in generale
- Sorteggio

### Risultati

#### Tabellone
|            | Com  | Fio  | Int  | Juv  | Laz  | Mil  | Nap  | Rom  | Sam  | Sas  |
| ---------- | ---- | ---- | ---- | ---- | ---- | ---- | ---- | ---- | ---- | ---- |
| Como       | –––– | 2-0  | 0-1  | 1-4  | 1-2  | 1-0  | 3-0  | 1-3  | 1-1  | 0-3  |
| Fiorentina | 3-1  | –––– | 2-1  | 0-3  | 3-2  | 2-2  | 1-0  | 0-0  | 4-0  | 1-1  |
| Inter      | 1-0  | 2-0  | –––– | 0-0  | 1-0  | 1-1  | 1-0  | 1-1  | 5-0  | 3-0  |
| Juventus   | 4-2  | 4-0  | 2-0  | –––– | 3-2  | 3-0  | 1-1  | 2-1  | 3-0  | 2-2  |
| Lazio      | 1-2  | 2-0  | 4-4  | 1-2  | –––– | 2-0  | 0-0  | 2-2  | 0-0  | 3-2  |
| Milan      | 0-1  | 1-2  | 1-1  | 0-6  | 2-1  | –––– | 6-0  | 3-2  | 1-0  | 1-0  |
| Napoli     | 4-2  | 0-0  | 1-4  | 0-3  | 0-4  | 0-1  | –––– | 1-2  | 0-1  | 1-0  |
| Roma       | 2-1  | 1-0  | 1-2  | 3-1  | 2-1  | 2-1  | 3-1  | –––– | 4-0  | 1-1  |
| Sampdoria  | 1-2  | 1-3  | 0-3  | 0-2  | 1-1  | 2-2  | 0-0  | 1-5  | –––– | 0-2  |
| Sassuolo   | 2-4  | 1-3  | 1-3  | 3-6  | 3-1  | 2-3  | 2-1  | 1-1  | 3-0  | –––– |

#### Calendario
Il calendario della prima fase è stato pubblicato l'8 luglio 2024.
| andata (1ª) | andata (1ª) | 1ª giornata       | ritorno (10ª) | ritorno (10ª) |
|             |             |                   |               |               |
| 1º set.     | 1-0         | Como-Milan        | 1-0           | 17 nov.       |
| 30 ago.     | 1-0         | Fiorentina-Napoli | 0-0           | 16 nov.       |
| 31 ago.     | 5-0         | Inter-Sampdoria   | 3-0           | 16 nov.       |
| 30 ago.     | 2-2         | Lazio-Roma        | 1-2           | 17 nov.       |
| 1º set.     | 3-6         | Sassuolo-Juventus | 2-2           | 17 nov.       |

| andata (2ª) | andata (2ª) | 2ª giornata      | ritorno (11ª) | ritorno (11ª) |
|             |             |                  |               |               |
| 14 set.     | 4-2         | Juventus-Como    | 4-1           | 24 nov.       |
| 14 set.     | 1-2         | Milan-Fiorentina | 2-2           | 24 nov.       |
| 15 set.     | 1-4         | Napoli-Inter     | 0-1           | 23 nov.       |
| 14 set.     | 1-1         | Roma-Sassuolo    | 1-1           | 24 nov.       |
| 15 set.     | 1-1         | Sampdoria-Lazio  | 0-0           | 23 nov.       |

| andata (1ª) | andata (1ª) | 1ª giornata       | ritorno (10ª) | ritorno (10ª) |
|             |             |                   |               |               |
| 1º set.     | 1-0         | Como-Milan        | 1-0           | 17 nov.       |
| 30 ago.     | 1-0         | Fiorentina-Napoli | 0-0           | 16 nov.       |
| 31 ago.     | 5-0         | Inter-Sampdoria   | 3-0           | 16 nov.       |
| 30 ago.     | 2-2         | Lazio-Roma        | 1-2           | 17 nov.       |
| 1º set.     | 3-6         | Sassuolo-Juventus | 2-2           | 17 nov.       |

| andata (2ª) | andata (2ª) | 2ª giornata      | ritorno (11ª) | ritorno (11ª) |
|             |             |                  |               |               |
| 14 set.     | 4-2         | Juventus-Como    | 4-1           | 24 nov.       |
| 14 set.     | 1-2         | Milan-Fiorentina | 2-2           | 24 nov.       |
| 15 set.     | 1-4         | Napoli-Inter     | 0-1           | 23 nov.       |
| 14 set.     | 1-1         | Roma-Sassuolo    | 1-1           | 24 nov.       |
| 15 set.     | 1-1         | Sampdoria-Lazio  | 0-0           | 23 nov.       |

| andata (3ª) | andata (3ª) | 3ª giornata          | ritorno (12ª) | ritorno (12ª) |
|             |             |                      |               |               |
| 22 set.     | 1-3         | Como-Roma            | 1-2           | 6 dic.        |
| 22 set.     | 4-0         | Fiorentina-Sampdoria | 3-1           | 7 dic.        |
| 22 set.     | 1-1         | Inter-Milan          | 1-1           | 8 dic.        |
| 21 set.     | 1-2         | Lazio-Juventus       | 2-3           | 8 dic.        |
| 20 set.     | 1-0         | Napoli-Sassuolo      | 1-2           | 7 dic.        |

| andata (4ª) | andata (4ª) | 4ª giornata         | ritorno (13ª) | ritorno (13ª) |
|             |             |                     |               |               |
| 28 set.     | 1-1         | Como-Sampdoria      | 2-1           | 15 dic.       |
| 30 set.     | 4-0         | Juventus-Fiorentina | 3-0           | 15 dic.       |
| 29 set.     | 2-1         | Milan-Lazio         | 0-2           | 14 dic.       |
| 29 set.     | 3-1         | Roma-Napoli         | 2-1           | 14 dic.       |
| 28 set.     | 1-3         | Sassuolo-Inter      | 0-3           | 15 dic.       |

| andata (3ª) | andata (3ª) | 3ª giornata          | ritorno (12ª) | ritorno (12ª) |
|             |             |                      |               |               |
| 22 set.     | 1-3         | Como-Roma            | 1-2           | 6 dic.        |
| 22 set.     | 4-0         | Fiorentina-Sampdoria | 3-1           | 7 dic.        |
| 22 set.     | 1-1         | Inter-Milan          | 1-1           | 8 dic.        |
| 21 set.     | 1-2         | Lazio-Juventus       | 2-3           | 8 dic.        |
| 20 set.     | 1-0         | Napoli-Sassuolo      | 1-2           | 7 dic.        |

| andata (4ª) | andata (4ª) | 4ª giornata         | ritorno (13ª) | ritorno (13ª) |
|             |             |                     |               |               |
| 28 set.     | 1-1         | Como-Sampdoria      | 2-1           | 15 dic.       |
| 30 set.     | 4-0         | Juventus-Fiorentina | 3-0           | 15 dic.       |
| 29 set.     | 2-1         | Milan-Lazio         | 0-2           | 14 dic.       |
| 29 set.     | 3-1         | Roma-Napoli         | 2-1           | 14 dic.       |
| 28 set.     | 1-3         | Sassuolo-Inter      | 0-3           | 15 dic.       |

| andata (5ª) | andata (5ª) | 5ª giornata        | ritorno (14ª) | ritorno (14ª) |
|             |             |                    |               |               |
| 5 ott.      | 3-1         | Fiorentina-Como    | 0-2           | 11 gen.       |
| 5 ott.      | 1-1         | Inter-Roma         | 2-1           | 12 gen.       |
| 6 ott.      | 3-2         | Lazio-Sassuolo     | 1-3           | 11 gen.       |
| 6 ott.      | 0-1         | Napoli-Milan       | 0-6           | 12 gen.       |
| 5 ott.      | 0-2         | Sampdoria-Juventus | 0-3           | 11 gen.       |

| andata (6ª) | andata (6ª) | 6ª giornata         | ritorno (15ª) | ritorno (15ª) |
|             |             |                     |               |               |
| 12 ott.     | 0-1         | Como-Inter          | 0-1           | 19 gen.       |
| 13 ott.     | 2-1         | Juventus-Roma       | 1-3           | 19 gen.       |
| 13 ott.     | 0-0         | Lazio-Napoli        | 4-0           | 18 gen.       |
| 13 ott.     | 1-0         | Milan-Sampdoria     | 2-2           | 19 gen.       |
| 12 ott.     | 1-3         | Sassuolo-Fiorentina | 1-1           | 19 gen.       |

| andata (5ª) | andata (5ª) | 5ª giornata        | ritorno (14ª) | ritorno (14ª) |
|             |             |                    |               |               |
| 5 ott.      | 3-1         | Fiorentina-Como    | 0-2           | 11 gen.       |
| 5 ott.      | 1-1         | Inter-Roma         | 2-1           | 12 gen.       |
| 6 ott.      | 3-2         | Lazio-Sassuolo     | 1-3           | 11 gen.       |
| 6 ott.      | 0-1         | Napoli-Milan       | 0-6           | 12 gen.       |
| 5 ott.      | 0-2         | Sampdoria-Juventus | 0-3           | 11 gen.       |

| andata (6ª) | andata (6ª) | 6ª giornata         | ritorno (15ª) | ritorno (15ª) |
|             |             |                     |               |               |
| 12 ott.     | 0-1         | Como-Inter          | 0-1           | 19 gen.       |
| 13 ott.     | 2-1         | Juventus-Roma       | 1-3           | 19 gen.       |
| 13 ott.     | 0-0         | Lazio-Napoli        | 4-0           | 18 gen.       |
| 13 ott.     | 1-0         | Milan-Sampdoria     | 2-2           | 19 gen.       |
| 12 ott.     | 1-3         | Sassuolo-Fiorentina | 1-1           | 19 gen.       |

| andata (7ª) | andata (7ª) | 7ª giornata      | ritorno (16ª) | ritorno (16ª) |
|             |             |                  |               |               |
| 19 ott.     | 3-2         | Fiorentina-Lazio | 0-2           | 25 gen.       |
| 20 ott.     | 0-0         | Inter-Juventus   | 0-2           | 24 gen.       |
| 20 ott.     | 2-1         | Roma-Milan       | 2-3           | 25 gen.       |
| 19 ott.     | 0-0         | Sampdoria-Napoli | 1-0           | 26 gen.       |
| 20 ott.     | 2-4         | Sassuolo-Como    | 3-0           | 25 gen.       |

| andata (8ª) | andata (8ª) | 8ª giornata      | ritorno (17ª) | ritorno (17ª) |
|             |             |                  |               |               |
| 3 nov.      | 2-1         | Fiorentina-Inter | 0-2           | 1º feb.       |
| 2 nov.      | 1-2         | Lazio-Como       | 2-1           | 2 feb.        |
| 3 nov.      | 1-0         | Milan-Sassuolo   | 3-2           | 1º feb.       |
| 3 nov.      | 0-3         | Napoli-Juventus  | 1-1           | 2 feb.        |
| 3 nov.      | 1-5         | Sampdoria-Roma   | 0-4           | 1º feb.       |

| andata (7ª) | andata (7ª) | 7ª giornata      | ritorno (16ª) | ritorno (16ª) |
|             |             |                  |               |               |
| 19 ott.     | 3-2         | Fiorentina-Lazio | 0-2           | 25 gen.       |
| 20 ott.     | 0-0         | Inter-Juventus   | 0-2           | 24 gen.       |
| 20 ott.     | 2-1         | Roma-Milan       | 2-3           | 25 gen.       |
| 19 ott.     | 0-0         | Sampdoria-Napoli | 1-0           | 26 gen.       |
| 20 ott.     | 2-4         | Sassuolo-Como    | 3-0           | 25 gen.       |

| andata (8ª) | andata (8ª) | 8ª giornata      | ritorno (17ª) | ritorno (17ª) |
|             |             |                  |               |               |
| 3 nov.      | 2-1         | Fiorentina-Inter | 0-2           | 1º feb.       |
| 2 nov.      | 1-2         | Lazio-Como       | 2-1           | 2 feb.        |
| 3 nov.      | 1-0         | Milan-Sassuolo   | 3-2           | 1º feb.       |
| 3 nov.      | 0-3         | Napoli-Juventus  | 1-1           | 2 feb.        |
| 3 nov.      | 1-5         | Sampdoria-Roma   | 0-4           | 1º feb.       |

| \| andata (9ª) \| andata (9ª) \| 9ª giornata \| ritorno (18ª) \| ritorno (18ª) \| \| \| \| \| \| \| \| 10 nov. \| 3-0 \| Como-Napoli \| 2-4 \| 9 feb. \| \| 10 nov. \| 1-0 \| Inter-Lazio \| 4-4 \| 9 feb. \| \| 9 nov. \| 3-0 \| Juventus-Milan \| 6-0 \| 9 feb. \| \| 9 nov. \| 1-0 \| Roma-Fiorentina \| 0-0 \| 9 feb. \| \| 9 nov. \| 3-0 \| Sassuolo-Sampdoria \| 2-0 \| 9 feb. \| |             |                    |               |               |
| andata (9ª) | andata (9ª) | 9ª giornata        | ritorno (18ª) | ritorno (18ª) |
| |             |                    |               |               |
| 10 nov. | 3-0         | Como-Napoli        | 2-4           | 9 feb.        |
| 10 nov. | 1-0         | Inter-Lazio        | 4-4           | 9 feb.        |
| 9 nov. | 3-0         | Juventus-Milan     | 6-0           | 9 feb.        |
| 9 nov. | 1-0         | Roma-Fiorentina    | 0-0           | 9 feb.        |
| 9 nov. | 3-0         | Sassuolo-Sampdoria | 2-0           | 9 feb.        |

| andata (9ª) | andata (9ª) | 9ª giornata        | ritorno (18ª) | ritorno (18ª) |
|             |             |                    |               |               |
| 10 nov.     | 3-0         | Como-Napoli        | 2-4           | 9 feb.        |
| 10 nov.     | 1-0         | Inter-Lazio        | 4-4           | 9 feb.        |
| 9 nov.      | 3-0         | Juventus-Milan     | 6-0           | 9 feb.        |
| 9 nov.      | 1-0         | Roma-Fiorentina    | 0-0           | 9 feb.        |
| 9 nov.      | 3-0         | Sassuolo-Sampdoria | 2-0           | 9 feb.        |

### Statistiche

#### Squadre

##### Capoliste solitarie
|    | —— | —— | ——       | —— | —— | —— | —— | —— | ——  | ——  | ——  | ——  | ——  | ——  | ——  | ——  | ——  | —— |  |
|    |    |    | Juventus |    |    |    |    |    |     |     |     |     |     |     |     |     |     |    |  |
|    |    |    |          |    |    |    |    |    |     |     |     |     |     |     |     |     |     |    |  |
|    |    |    |          |    |    |    |    |    |     |     |     |     |     |     |     |     |     |    |  |
| 1ª | 2ª | 3ª | 4ª       | 5ª | 6ª | 7ª | 8ª | 9ª | 10ª | 11ª | 12ª | 13ª | 14ª | 15ª | 16ª | 17ª | 18ª |    |  |

##### Classifica in divenire
|            | 1ª | 2ª | 3ª | 4ª | 5ª | 6ª | 7ª | 8ª | 9ª | 10ª | 11ª | 12ª | 13ª | 14ª | 15ª | 16ª | 17ª | 18ª |
|            |    |    |    |    |    |    |    |    |    |     |     |     |     |     |     |     |     |     |
| ---------- | -- | -- | -- | -- | -- | -- | -- | -- | -- | --- | --- | --- | --- | --- | --- | --- | --- | --- |
| Como       | 3  | 3  | 3  | 4  | 4  | 4  | 7  | 10 | 13 | 16  | 16  | 16  | 19  | 22  | 22  | 22  | 22  | 22  |
| Fiorentina | 3  | 6  | 9  | 9  | 12 | 15 | 18 | 21 | 21 | 22  | 23  | 26  | 26  | 26  | 27  | 27  | 27  | 28  |
| Inter      | 3  | 6  | 7  | 10 | 11 | 14 | 15 | 15 | 18 | 21  | 24  | 25  | 28  | 31  | 34  | 34  | 37  | 38  |
| Juventus   | 3  | 6  | 9  | 12 | 15 | 18 | 19 | 22 | 25 | 26  | 29  | 32  | 35  | 38  | 38  | 41  | 42  | 45  |
| Lazio      | 1  | 2  | 2  | 2  | 5  | 6  | 6  | 6  | 6  | 6   | 7   | 7   | 10  | 10  | 13  | 16  | 19  | 20  |
| Milan      | 0  | 0  | 1  | 4  | 7  | 10 | 10 | 13 | 13 | 13  | 14  | 15  | 15  | 18  | 19  | 22  | 25  | 25  |
| Napoli     | 0  | 0  | 3  | 3  | 3  | 4  | 5  | 5  | 5  | 6   | 6   | 6   | 6   | 6   | 6   | 6   | 7   | 10  |
| Roma       | 1  | 2  | 5  | 8  | 9  | 9  | 12 | 15 | 18 | 21  | 22  | 25  | 28  | 28  | 31  | 31  | 34  | 35  |
| Sampdoria  | 0  | 1  | 1  | 2  | 2  | 2  | 3  | 3  | 3  | 3   | 4   | 4   | 4   | 4   | 5   | 8   | 8   | 8   |
| Sassuolo   | 0  | 1  | 1  | 1  | 1  | 1  | 1  | 1  | 4  | 5   | 6   | 9   | 9   | 12  | 13  | 16  | 16  | 19  |

## Poule scudetto
Alla poule scudetto sono state ammesse le prime cinque classificate nella prima fase e ciascuna squadra ha mantenuto i punti conquistati nella prima fase.

### Classifica finale
Fonte: sito ufficiale FIGC.
|  | Pos. | Squadra    | Pt | G  | V  | N | P | GF | GS | DR  |
|  | ---- | ---------- | -- | -- | -- | - | - | -- | -- | --- |
|  | 1.   | Juventus   | 55 | 26 | 17 | 4 | 5 | 64 | 31 | +33 |
|  | 2.   | Inter      | 51 | 26 | 15 | 6 | 5 | 50 | 26 | +24 |
|  | 3.   | Roma       | 45 | 26 | 13 | 6 | 7 | 49 | 36 | +13 |
|  | 4.   | Fiorentina | 41 | 26 | 12 | 5 | 9 | 36 | 34 | +2  |
|  | 5.   | Milan      | 35 | 26 | 9  | 8 | 9 | 42 | 46 | -4  |

Legenda:
      Campione d'Italia e ammessa alla UEFA Women's Champions League 2025-2026.
      Ammessa alla UEFA Women's Champions League 2025-2026.
Regolamento:
Tre punti a vittoria, uno a pareggio, zero a sconfitta.
In caso di arrivo di due o più squadre a pari punti, la graduatoria verrà stilata secondo la classifica avulsa tra le squadre interessate che prevede, in ordine, i seguenti criteri:
- Punti negli scontri diretti
- Differenza reti negli scontri diretti
- Differenza reti generale
- Reti realizzate in generale
- Sorteggio

### Squadra campione
| Formazione tipo (3-4-3) | Giocatrici (presenze)       |
| --- | --------------------------- |
| Peyraud-Magnin Lenzini Kullberg Boattin Thomas Schatzer Bennison Krumbiegel Cantore Bonansea Girelli | Pauline Peyraud-Magnin (21) |
| Peyraud-Magnin Lenzini Kullberg Boattin Thomas Schatzer Bennison Krumbiegel Cantore Bonansea Girelli | Martina Lenzini (16)        |
| Peyraud-Magnin Lenzini Kullberg Boattin Thomas Schatzer Bennison Krumbiegel Cantore Bonansea Girelli | Emma Kullberg (19)          |
| Peyraud-Magnin Lenzini Kullberg Boattin Thomas Schatzer Bennison Krumbiegel Cantore Bonansea Girelli | Lisa Boattin (15)           |
| Peyraud-Magnin Lenzini Kullberg Boattin Thomas Schatzer Bennison Krumbiegel Cantore Bonansea Girelli | Lindsey Thomas (24)         |
| Peyraud-Magnin Lenzini Kullberg Boattin Thomas Schatzer Bennison Krumbiegel Cantore Bonansea Girelli | Eva Schatzer (21)           |
| Peyraud-Magnin Lenzini Kullberg Boattin Thomas Schatzer Bennison Krumbiegel Cantore Bonansea Girelli | Hanna Bennison (23)         |
| Peyraud-Magnin Lenzini Kullberg Boattin Thomas Schatzer Bennison Krumbiegel Cantore Bonansea Girelli | Paulina Krumbiegel (24)     |
| Peyraud-Magnin Lenzini Kullberg Boattin Thomas Schatzer Bennison Krumbiegel Cantore Bonansea Girelli | Sofia Cantore (25)          |
| Peyraud-Magnin Lenzini Kullberg Boattin Thomas Schatzer Bennison Krumbiegel Cantore Bonansea Girelli | Cristiana Girelli (24)      |
| Peyraud-Magnin Lenzini Kullberg Boattin Thomas Schatzer Bennison Krumbiegel Cantore Bonansea Girelli | Barbara Bonansea (19)       |
| Altre giocatrici: Amalie Vangsgaard (21), Chiara Beccari (20), Valentina Bergamaschi (19), Alisha Lehmann (16), Martina Rosucci (15), Arianna Caruso (13), Abi Brighton (12), Mathilde Harviken (11), Estelle Cascarino (9), Viola Calligaris (8), Emma Stølen Godø (7), Sara Gama (5), Azzurra Gallo (4), Lysianne Proulx (4), Elsa Pelgander (3), Asia Bragonzi (2), Alessia Capelletti (2), Cecilia Salvai (2). |                             |

### Risultati

#### Tabellone
|            | Fio  | Int  | Juv  | Mil  | Rom  |
| ---------- | ---- | ---- | ---- | ---- | ---- |
| Fiorentina | –––– | 1-0  | 3-1  | 0-0  | 0-1  |
| Inter      | 1-3  | –––– | 3-2  | 3-3  | 3-0  |
| Juventus   | 0-2  | 0-1  | –––– | 2-0  | 4-3  |
| Milan      | 5-3  | 1-4  | 2-2  | –––– | 3-1  |
| Roma       | 2-0  | 2-1  | 1-2  | 3-3  | –––– |

#### Calendario
Il calendario della poule scudetto è stato pubblicato il 13 febbraio 2025.
| andata (1ª) | andata (1ª) | 1ª giornata      | ritorno (6ª) | ritorno (6ª) |
|             |             |                  |              |              |
| 2 mar.      | 0-0         | Fiorentina-Milan | 3-5          | 12 apr.      |
| 2 mar.      | 4-3         | Juventus-Roma    | 2-1          | 13 apr.      |
|             |             | Riposa: Inter    |              |              |

| andata (2ª) | andata (2ª) | 2ª giornata        | ritorno (7ª) | ritorno (7ª) |
|             |             |                    |              |              |
| 9 mar.      | 2-2         | Milan-Juventus     | 0-2          | 18 apr.      |
| 9 mar.      | 2-1         | Roma-Inter         | 0-3          | 19 apr.      |
|             |             | Riposa: Fiorentina |              |              |

| andata (1ª) | andata (1ª) | 1ª giornata      | ritorno (6ª) | ritorno (6ª) |
|             |             |                  |              |              |
| 2 mar.      | 0-0         | Fiorentina-Milan | 3-5          | 12 apr.      |
| 2 mar.      | 4-3         | Juventus-Roma    | 2-1          | 13 apr.      |
|             |             | Riposa: Inter    |              |              |

| andata (2ª) | andata (2ª) | 2ª giornata        | ritorno (7ª) | ritorno (7ª) |
|             |             |                    |              |              |
| 9 mar.      | 2-2         | Milan-Juventus     | 0-2          | 18 apr.      |
| 9 mar.      | 2-1         | Roma-Inter         | 0-3          | 19 apr.      |
|             |             | Riposa: Fiorentina |              |              |

| andata (3ª) | andata (3ª) | 3ª giornata         | ritorno (8ª) | ritorno (8ª) |
|             |             |                     |              |              |
| 16 mar.     | 3-3         | Inter-Milan         | 4-1          | 25 apr.      |
| 15 mar.     | 0-2         | Juventus-Fiorentina | 1-3          | 25 apr.      |
|             |             | Riposa: Roma        |              |              |

| andata (4ª) | andata (4ª) | 4ª giornata      | ritorno (9ª) | ritorno (9ª) |
|             |             |                  |              |              |
| 23 mar.     | 1-0         | Fiorentina-Inter | 3-1          | 3 mag.       |
| 22 mar.     | 3-1         | Milan-Roma       | 3-3          | 4 mag.       |
|             |             | Riposa: Juventus |              |              |

| andata (3ª) | andata (3ª) | 3ª giornata         | ritorno (8ª) | ritorno (8ª) |
|             |             |                     |              |              |
| 16 mar.     | 3-3         | Inter-Milan         | 4-1          | 25 apr.      |
| 15 mar.     | 0-2         | Juventus-Fiorentina | 1-3          | 25 apr.      |
|             |             | Riposa: Roma        |              |              |

| andata (4ª) | andata (4ª) | 4ª giornata      | ritorno (9ª) | ritorno (9ª) |
|             |             |                  |              |              |
| 23 mar.     | 1-0         | Fiorentina-Inter | 3-1          | 3 mag.       |
| 22 mar.     | 3-1         | Milan-Roma       | 3-3          | 4 mag.       |
|             |             | Riposa: Juventus |              |              |

| \| andata (5ª) \| andata (5ª) \| 5ª giornata \| ritorno (10ª) \| ritorno (10ª) \| \| \| \| \| \| \| \| 30 mar. \| 3-2 \| Inter-Juventus \| 1-0 \| 10 mag. \| \| 29 mar. \| 2-0 \| Roma-Fiorentina \| 1-0 \| 10 mag. \| \| \| \| Riposa: Milan \| \| \| |             |                 |               |               |
| andata (5ª) | andata (5ª) | 5ª giornata     | ritorno (10ª) | ritorno (10ª) |
| |             |                 |               |               |
| 30 mar. | 3-2         | Inter-Juventus  | 1-0           | 10 mag.       |
| 29 mar. | 2-0         | Roma-Fiorentina | 1-0           | 10 mag.       |
| |             | Riposa: Milan   |               |               |

| andata (5ª) | andata (5ª) | 5ª giornata     | ritorno (10ª) | ritorno (10ª) |
|             |             |                 |               |               |
| 30 mar.     | 3-2         | Inter-Juventus  | 1-0           | 10 mag.       |
| 29 mar.     | 2-0         | Roma-Fiorentina | 1-0           | 10 mag.       |
|             |             | Riposa: Milan   |               |               |

### Statistiche

#### Squadre

##### Capoliste solitarie
|          | —— | —— | —— | —— | —— | —— | —— | —— | ——  | —— |  |
| Juventus |    |    |    |    |    |    |    |    |     |    |  |
|          |    |    |    |    |    |    |    |    |     |    |  |
|          |    |    |    |    |    |    |    |    |     |    |  |
| 1ª       | 2ª | 3ª | 4ª | 5ª | 6ª | 7ª | 8ª | 9ª | 10ª |    |  |

##### Classifica in divenire
|            | 1ª | 2ª | 3ª | 4ª | 5ª | 6ª | 7ª | 8ª | 9ª | 10ª |
|            |    |    |    |    |    |    |    |    |    |     |
| ---------- | -- | -- | -- | -- | -- | -- | -- | -- | -- | --- |
| Fiorentina | 29 | 29 | 32 | 35 | 35 | 35 | 35 | 38 | 41 | 41  |
| Inter      | 38 | 38 | 39 | 39 | 42 | 42 | 45 | 48 | 48 | 51  |
| Juventus   | 48 | 49 | 49 | 49 | 49 | 52 | 55 | 55 | 55 | 55  |
| Milan      | 26 | 27 | 28 | 31 | 31 | 34 | 34 | 34 | 35 | 35  |
| Roma       | 35 | 38 | 38 | 38 | 41 | 41 | 41 | 41 | 42 | 45  |

## Poule salvezza
Alla poule salvezza sono state ammesse le ultime cinque classificate nella prima fase e ciascuna squadra ha mantenuto i punti conquistati nella prima fase.

### Classifica finale
Fonte: sito ufficiale FIGC.
|  | Pos. | Squadra   | Pt | G  | V  | N | P  | GF | GS | DR  |
|  | ---- | --------- | -- | -- | -- | - | -- | -- | -- | --- |
|  | 6.   | Lazio     | 41 | 26 | 12 | 5 | 9  | 52 | 31 | +21 |
|  | 7.   | Como      | 35 | 26 | 11 | 2 | 13 | 37 | 45 | -8  |
|  | 8.   | Sassuolo  | 34 | 26 | 10 | 4 | 12 | 45 | 49 | -4  |
|  | 9.   | Napoli    | 14 | 26 | 3  | 5 | 18 | 15 | 50 | -35 |
|  | 10.  | Sampdoria | 13 | 26 | 2  | 7 | 17 | 18 | 60 | -42 |

Legenda:
      Retrocessa in Serie B 2025-2026.
Regolamento:
Tre punti a vittoria, uno a pareggio, zero a sconfitta.
In caso di arrivo di due o più squadre a pari punti, la graduatoria verrà stilata secondo la classifica avulsa tra le squadre interessate che prevede, in ordine, i seguenti criteri:
- Punti negli scontri diretti
- Differenza reti negli scontri diretti
- Differenza reti generale
- Reti realizzate in generale
- Sorteggio

### Risultati

#### Tabellone
|           | Com  | Laz  | Nap  | Sam  | Sas  |
| --------- | ---- | ---- | ---- | ---- | ---- |
| Como      | –––– | 0-4  | 3-1  | 2-2  | 3-0  |
| Lazio     | 0-2  | –––– | 2-1  | 3-0  | 5-0  |
| Napoli    | 0-2  | 0-4  | –––– | 2-1  | 0-1  |
| Sampdoria | 3-0  | 0-3  | 0-0  | –––– | 2-5  |
| Sassuolo  | 3-0  | 0-2  | 3-1  | 4-2  | –––– |

Il calendario della poule salvezza è stato pubblicato il 13 febbraio 2025.
| andata (1ª) | andata (1ª) | 1ª giornata     | ritorno (6ª) | ritorno (6ª) |
|             |             |                 |              |              |
| 1º mar.     | 3-0         | Lazio-Sampdoria | 3-0          | 12 apr.      |
| 2 mar.      | 3-1         | Sassuolo-Napoli | 1-0          | 13 apr.      |
|             |             | Riposa: Como    |              |              |

| andata (2ª) | andata (2ª) | 2ª giornata       | ritorno (7ª) | ritorno (7ª) |
|             |             |                   |              |              |
| 10 mar.     | 3-0         | Como-Sassuolo     | 0-3          | 19 apr.      |
| 8 mar.      | 0-4         | Napoli-Lazio      | 1-2          | 18 apr.      |
|             |             | Riposa: Sampdoria |              |              |

| andata (1ª) | andata (1ª) | 1ª giornata     | ritorno (6ª) | ritorno (6ª) |
|             |             |                 |              |              |
| 1º mar.     | 3-0         | Lazio-Sampdoria | 3-0          | 12 apr.      |
| 2 mar.      | 3-1         | Sassuolo-Napoli | 1-0          | 13 apr.      |
|             |             | Riposa: Como    |              |              |

| andata (2ª) | andata (2ª) | 2ª giornata       | ritorno (7ª) | ritorno (7ª) |
|             |             |                   |              |              |
| 10 mar.     | 3-0         | Como-Sassuolo     | 0-3          | 19 apr.      |
| 8 mar.      | 0-4         | Napoli-Lazio      | 1-2          | 18 apr.      |
|             |             | Riposa: Sampdoria |              |              |

| andata (3ª) | andata (3ª) | 3ª giornata      | ritorno (8ª) | ritorno (8ª) |
|             |             |                  |              |              |
| 16 mar.     | 0-2         | Lazio-Como       | 4-0          | 26 apr.      |
| 15 mar.     | 0-0         | Sampdoria-Napoli | 1-2          | 27 apr.      |
|             |             | Riposa: Sassuolo |              |              |

| andata (4ª) | andata (4ª) | 4ª giornata    | ritorno (9ª) | ritorno (9ª) |
|             |             |                |              |              |
| 23 mar.     | 2-2         | Como-Sampdoria | 0-3          | 3 mag.       |
| 22 mar.     | 0-2         | Sassuolo-Lazio | 0-5          | 3 mag.       |
|             |             | Riposa: Napoli |              |              |

| andata (3ª) | andata (3ª) | 3ª giornata      | ritorno (8ª) | ritorno (8ª) |
|             |             |                  |              |              |
| 16 mar.     | 0-2         | Lazio-Como       | 4-0          | 26 apr.      |
| 15 mar.     | 0-0         | Sampdoria-Napoli | 1-2          | 27 apr.      |
|             |             | Riposa: Sassuolo |              |              |

| andata (4ª) | andata (4ª) | 4ª giornata    | ritorno (9ª) | ritorno (9ª) |
|             |             |                |              |              |
| 23 mar.     | 2-2         | Como-Sampdoria | 0-3          | 3 mag.       |
| 22 mar.     | 0-2         | Sassuolo-Lazio | 0-5          | 3 mag.       |
|             |             | Riposa: Napoli |              |              |

| \| andata (5ª) \| andata (5ª) \| 5ª giornata \| ritorno (10ª) \| ritorno (10ª) \| \| \| \| \| \| \| \| 30 mar. \| 0-2 \| Napoli-Como \| 1-3 \| 11 mag. \| \| 30 mar. \| 2-5 \| Sampdoria-Sassuolo \| 2-4 \| 11 mag. \| \| \| \| Riposa: Lazio \| \| \| |             |                    |               |               |
| andata (5ª) | andata (5ª) | 5ª giornata        | ritorno (10ª) | ritorno (10ª) |
| |             |                    |               |               |
| 30 mar. | 0-2         | Napoli-Como        | 1-3           | 11 mag.       |
| 30 mar. | 2-5         | Sampdoria-Sassuolo | 2-4           | 11 mag.       |
| |             | Riposa: Lazio      |               |               |

| andata (5ª) | andata (5ª) | 5ª giornata        | ritorno (10ª) | ritorno (10ª) |
|             |             |                    |               |               |
| 30 mar.     | 0-2         | Napoli-Como        | 1-3           | 11 mag.       |
| 30 mar.     | 2-5         | Sampdoria-Sassuolo | 2-4           | 11 mag.       |
|             |             | Riposa: Lazio      |               |               |

### Statistiche

#### Squadre

##### Classifica in divenire
|           | 1ª | 2ª | 3ª | 4ª | 5ª | 6ª | 7ª | 8ª | 9ª | 10ª |
|           |    |    |    |    |    |    |    |    |    |     |
| --------- | -- | -- | -- | -- | -- | -- | -- | -- | -- | --- |
| Como      | 22 | 25 | 28 | 29 | 32 | 32 | 32 | 32 | 32 | 35  |
| Lazio     | 23 | 26 | 26 | 29 | 29 | 32 | 35 | 38 | 41 | 41  |
| Napoli    | 10 | 10 | 11 | 11 | 11 | 11 | 11 | 14 | 14 | 14  |
| Sampdoria | 8  | 8  | 9  | 10 | 10 | 10 | 10 | 10 | 13 | 13  |
| Sassuolo  | 22 | 22 | 22 | 22 | 25 | 28 | 31 | 31 | 31 | 34  |

## Statistiche

### Classifica marcatrici
Comprensiva della prima e della seconda fase.
| Gol | Rigori |  | Giocatore         | Squadra    |
| --- | ------ |  | ----------------- | ---------- |
| 19  | 4      |  | Cristiana Girelli | Juventus   |
| 16  |        |  | Martina Piemonte  | Lazio      |
| 12  | 1      |  | Evelyn Ijeh       | Milan      |
| 12  | 4      |  | Manuela Giugliano | Roma       |
| 11  |        |  | Sofia Cantore     | Juventus   |
| 11  | 3      |  | Clarisse Le Bihan | Lazio      |
| 10  |        |  | Gina Chmielinski  | Sassuolo   |
| 10  |        |  | Lana Clelland     | Sassuolo   |
| 10  | 1      |  | Tessa Wullaert    | Inter      |
| 9   |        |  | Nadine Nischler   | Como       |
| 8   |        |  | Madelen Janogy    | Fiorentina |
| 8   | 3      |  | Verónica Boquete  | Fiorentina |
| 7   |        |  | Agnese Bonfantini | Fiorentina |
| 7   |        |  | Elisa del Estal   | Como       |
| 7   |        |  | Eleonora Goldoni  | Lazio      |
| 7   |        |  | Elisa Polli       | Inter      |
| 7   |        |  | Noemi Visentin    | Lazio      |
| 7   | 2      |  | Daniela Sabatino  | Sassuolo   |